# F&F홀딩스
주식회사 F&F홀딩스(영어: F&F Holdings)는 MLB와 디스커버리 등을 메인으로 패션 사업을 하는 대한민국의 기업이다.

## 역사
F&F유통으로 창업하여 삼성출판사와 합병하여 NSF가 되었으며, 출판사업부문과 패션사업부문으로 기업 분할과 동시에 F&F가 되었다.